# Вейон, Огюст
Огю́ст Вейо́н (фр. Auguste Veillon; 29 декабря 1834, Бекс — 5 января 1890, Женева) — швейцарский художник.

## Происхождение и семья
Сын нотариуса Давида-Самюэля-Родольфа Вейона и Мари-Луиз Тестаз. С 1863 года был женат на Лор-Эмили Карше, дочери Анри Карше.

## Биография
С 1854 по 1856 годы изучал филологию в Лозаннской академии, затем — теологию там же, но в 1858 году бросил учёбу. После этого учился живописи у Франсуа Диде в Женеве. Сформировался как художник как автодидакт в Париже. В 1861 году познакомился с Эженом Фроментеном, который повлиял на Вейона, сформировав его как художника-ориенталиста, весьма востребованного современниками. Вейон специализировался на пейзажах, в поиске материалов для них совершил несколько поездок по горным районам кантона Берн и по Ближнему Востоку — в 1873—1874, в 1874, 1884—1888 годах. Многократный участник швейцарской художественной выставки «Turnus» и женевских муниципальных выставок; был награждён медалью Всемирной выставки в Вене в 1873 году и грамотой Всемирной выставки в Париже в 1889 году. После смерти художника в 1890 году состоялась его большая посмертная выставка.

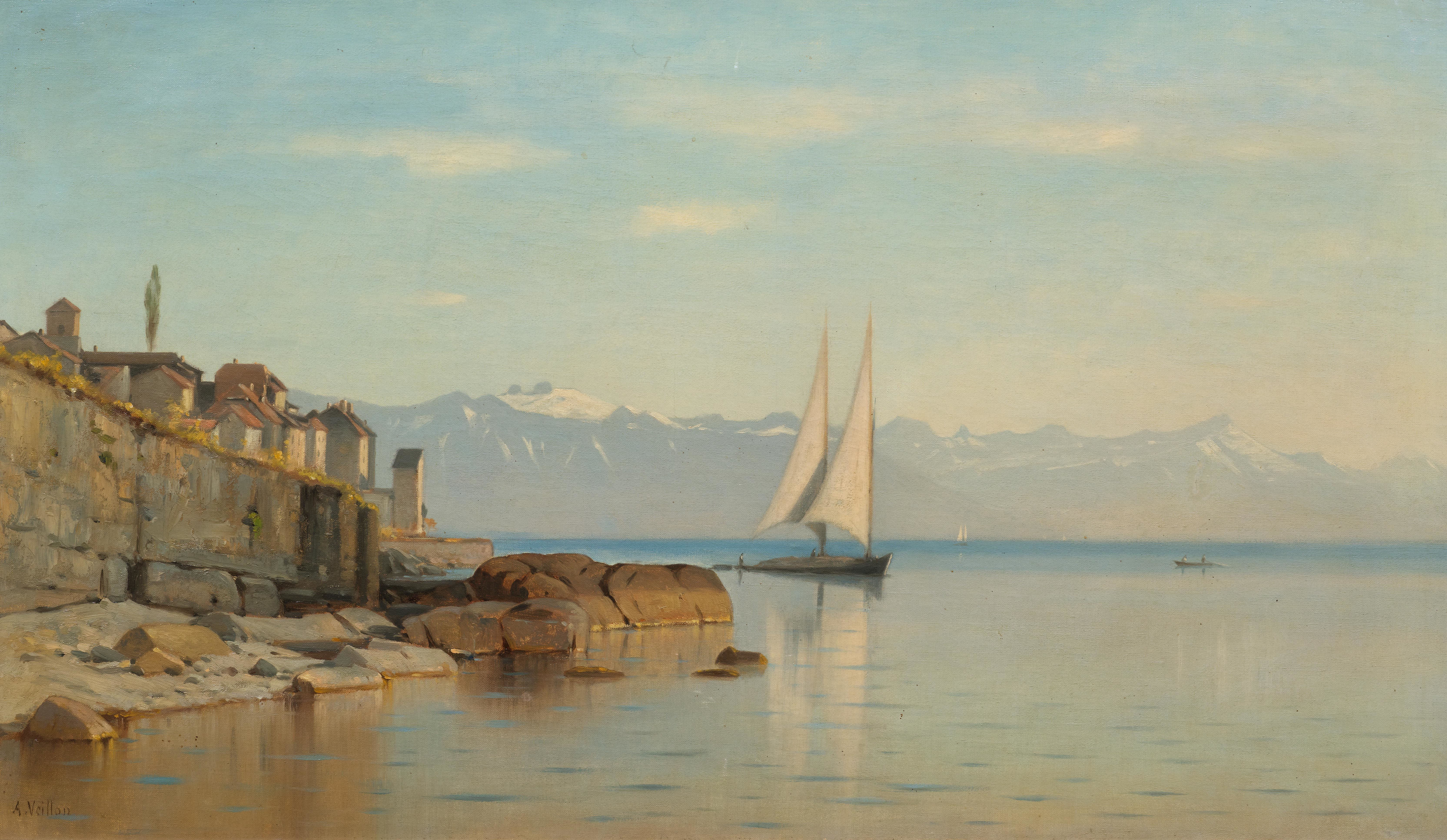
Берег озера в Ривазе[фр.]
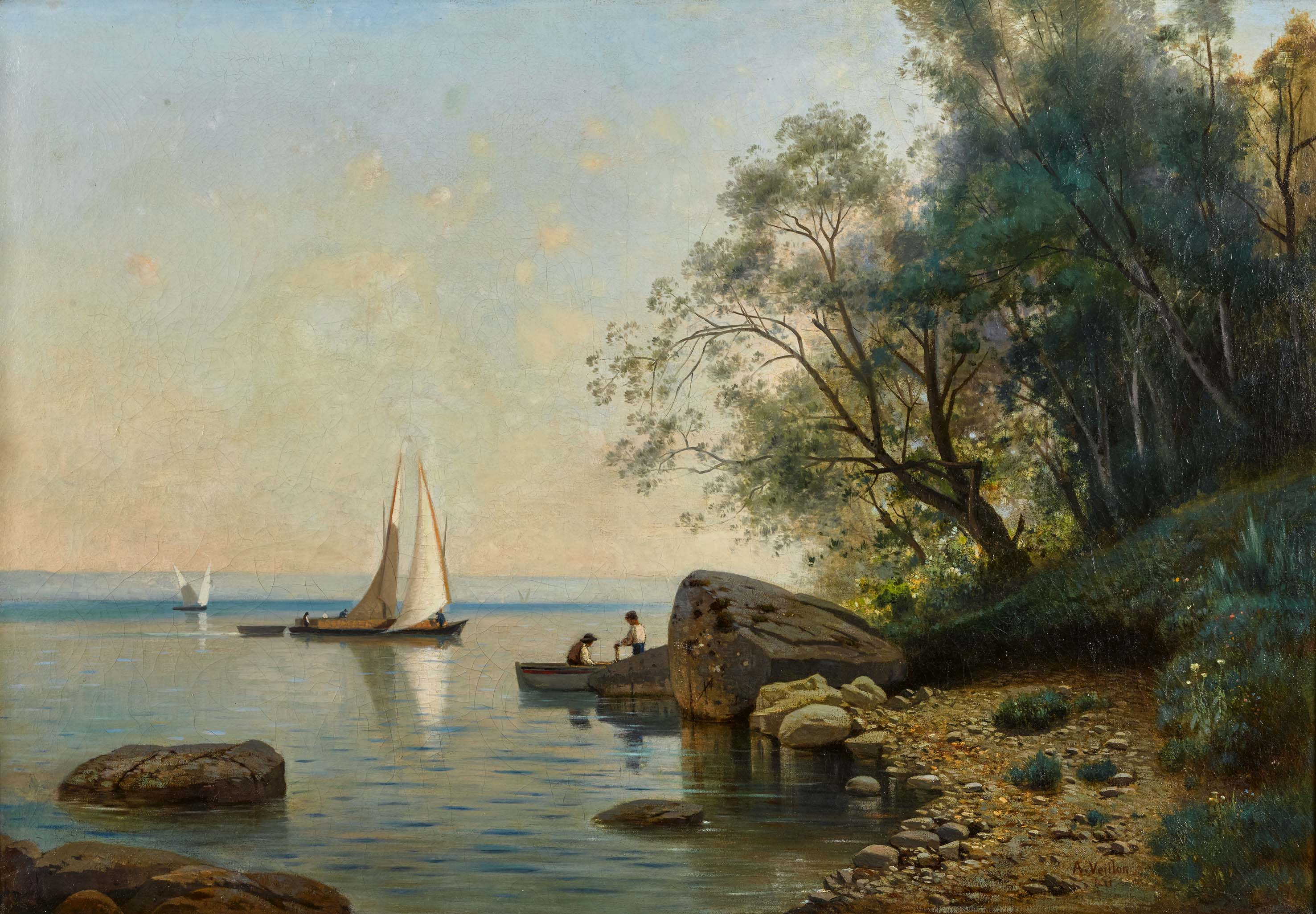
Парусники на Женевском озере
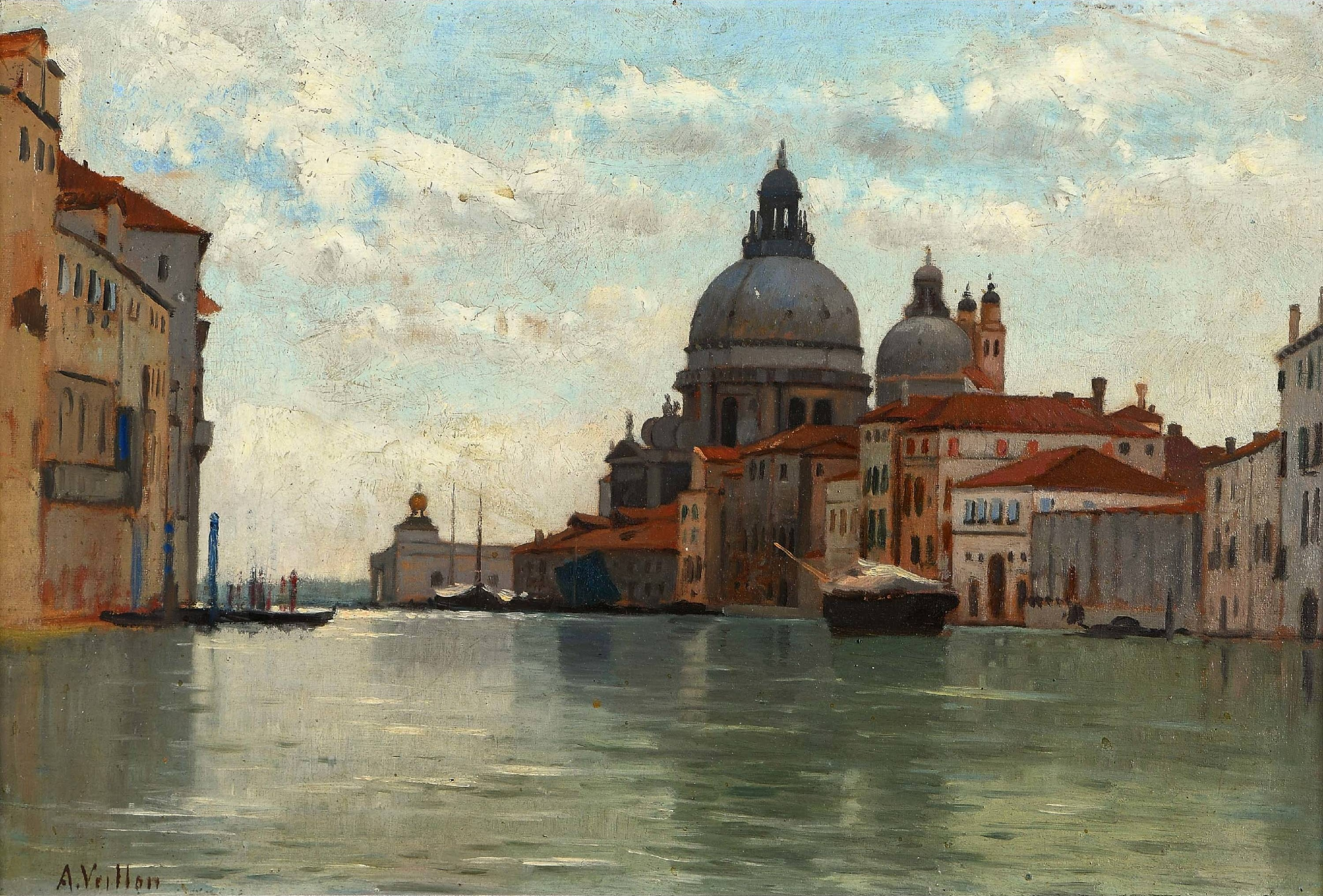
Санта-Мария-делла-Салюте в Венеции
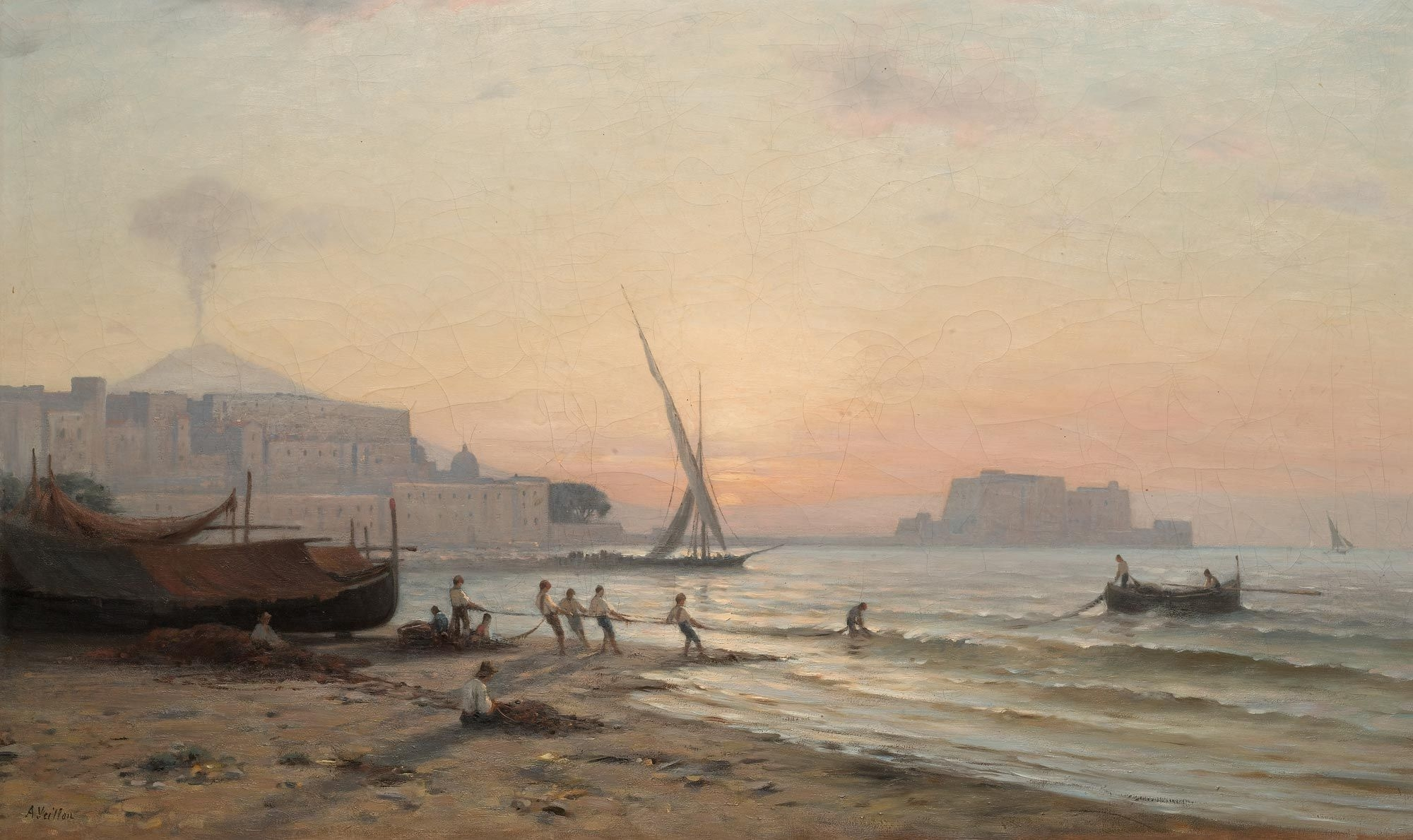
Рыбаки вблизи Неаполя